# Klaus Feldmann (Ingenieur)
Klaus Feldmann (* 15. März 1943 in Göttingen) ist ein deutscher Ingenieurwissenschaftler. Er war ordentlicher Universitätsprofessor und Leiter des Lehrstuhls für Fertigungsautomatisierung und Produktionssystematik an der Friedrich-Alexander-Universität Erlangen-Nürnberg bis zur Übernahme durch Jörg Franke im März 2009.

## Leben
Feldmann studierte von 1962 bis 1965 an der Staatlichen Ingenieurschule Wolfenbüttel (Ing.grad.). Nach einer Tätigkeit als Konstruktionsingenieur bei der Siemens AG in den Jahren 1965 und 1966 in Berlin absolvierte er von 1966 bis 1970 ein Studium des Maschinenbaus an der TU Berlin, das er als Diplomingenieur abschloss. Anschließend war er von 1970 bis 1975 als Assistent am Institut für Werkzeugmaschinen und Fertigungstechnik bei Günter Spur tätig und promovierte dort zum Dr.-Ing.
Nach verschiedenen leitenden Industrietätigkeiten bei der Siemens AG in Erlangen und Amberg erhielt er 1982 einen Ruf an die Friedrich-Alexander-Universität Erlangen-Nürnberg, wo er als ordentlicher Universitätsprofessor den Lehrstuhl für Fertigungsautomatisierung und Produktionssystematik leitet.

## Wissenschaftliche Arbeit
Feldmann hat die Entwicklung der Produktionstechnik in der Elektronik begründet und maßgeblich mitbestimmt. Die bis dato primär planare Aufbautechnologie in der Elektronik hat er durch seine wissenschaftlichen Forschungen im Bereich räumlicher elektronischer Schaltungsträger (3-D MID) in die dritte Dimension erweitert.

## Auszeichnungen und Ehrungen
- Otto-Kienzle-Gedenkmünze der Wissenschaftlichen Gesellschaft für Produktionstechnik (WGP)[2] in Gold

## Forschungsschwerpunkte
- Rechnergestützte Planung und Simulation
- Steuerungs- und Sensortechnik
- Fertigungszellen und Materialfluss
- Entwicklung und Betrieb von Montagesystemen
- Produktionssysteme in der Elektronik
- Kommunikationstechnik und Telediagnose

## Mitgliedschaften
- Mitglied der Wissenschaftlichen Gesellschaft Produktionstechnik (WGP)[2]
- Mitglied der Deutschen Akademie der Technikwissenschaften (Acatech)
- Aktives Mitglied der Internationalen Akademie für Produktionstechnik (CIRP)[3]

## Besondere Funktionen
- Sprecher des bayerischen Clusters Mechatronik und Automation
- Sprecher des SFB 356: Produktionssysteme in der Elektronik[4]
- Sprecher des Bayerischen Forschungsverbundes Simulationstechnik[5]
- Mitherausgeber der Buchreihe "Fertigungstechnik Erlangen"
- Vorsitzender der Forschungsvereinigung Räumliche Elektronische Baugruppen (3-D MID)[6]